# Sandsik
Sandsik (Coregonus widegreni) är även känd som valaamsik, skärgårdssik (Hangö), (kust- eller havssik (Norrbotten) kulsik, (Vättern), gertbäckslöja (syftar på en lekplats i Storvindeln), siksellack, varras-sellack (Storavan), glansfisk, tjerifisk och getjokk.
Det är den vanligaste sikarten längs ostkusten i Sverige. Tidigare lekte den runt 20 oktober[när?]; nu leker den senare, i början av november beroende, på temperatur.
Allmänt förekommer arten i nästan hela Östersjön, i flera angränsande vattendrag och i tillhörande insjöar österut till Onegasjön. Den dyker vanligen till ett djup av 30 meter och i Ladogasjön når den ett djup av 150 meter.
Honor lägger efter 4 till 6 år för första gången ägg. Sandsik kan leva 20 år. Den har kräftdjur av familjen Gammaridae, blötdjur, insekternas larver och andra ryggradslösa djur som föda.
Inget är känt angående populationens storlek och möjliga hot. IUCN listar arten med kunskapsbrist (DD).